# Tour d'Émilie féminin 2024
La 11e édition du Tour d'Émilie féminin a eu lieu le 5 octobre 2024. Elle fait partie du calendrier UCI en catégorie 1.Pro. Elle est remportée par l'Italienne Elisa Longo Borghini.

## Parcours
Le début du parcours est parfaitement plat autour de Bologne. La montée finale vers le Sanctuaire Madonna di San Luca, dont la difficulté est comparable ou supérieure au mur de Huy, est effectuée deux fois, contrairement aux années précédentes. Il y a moins de dix kilomètres entre les deux ascensions.

## Équipes
| Unknown team category |
|                       |

## Récit de la course
La météo est pluvieuse et froide. La partie plate du parcours est parcourue sans échappée notable. Elisa Longo Borghini attaque dans la première ascension du Sanctuaire et utilise la descente pour distancer le reste du peloton. Elle maintient son avantage pour s'imposer. Derrière, Évita Muzic devance dans les derniers mètres Juliette Labous.

## Classements

### Classement final
| \| Classement général \| Classement général \| Classement général \| Classement général \| Classement général \| \| Coureuse \| Coureuse \| Pays \| Équipe \| Temps \| \| ------------------ \| ------------------ \| ------------------ \| ------------------ \| ------------------ \| |          |      |        |       |
| |          |      |        |       |
| Source : ProCyclingStats |          |      |        |       |
| Classement général |          |      |        |       |
| Coureuse | Coureuse | Pays | Équipe | Temps |

### Points UCI
| Position           | 1er | 2e  | 3e  | 4e  | 5e | 6e | 7e | 8e | 9e | 10e | 11e | 12e | 13e | 14e | 15e | 16e à 25e |
| Classement général | 200 | 150 | 125 | 100 | 85 | 70 | 60 | 50 | 40 | 35  | 30  | 25  | 20  | 15  | 10  | 5         |

## Liste des participantes
| Aromitalia 3T Vaiano VAI | Aromitalia 3T Vaiano VAI     | Aromitalia 3T Vaiano VAI |
| ------------------------ | ---------------------------- | ------------------------ |
| Num                      | Coureuse                     | Pos                      |
| 0                        | Serena Brillante Romeo (ITA) | 62e                      |

| FDJ-Suez FST | FDJ-Suez FST                | FDJ-Suez FST |
| ------------ | --------------------------- | ------------ |
| Num          | Coureuse                    | Pos          |
| 1            | Cecilie Uttrup Ludwig (DEN) | 11e          |
| 2            | Loes Adegeest (NED)         | 16e          |
| 3            | Nina Buysman (NED)          | 31e          |
| 4            | Vittoria Guazzini (ITA)     | 83e          |
| 5            | Marie Le Net (FRA)          | 79e          |
| 6            | Évita Muzic (FRA)           | 2e           |

| Ceratizit-WNT Pro Cycling WNT | Ceratizit-WNT Pro Cycling WNT | Ceratizit-WNT Pro Cycling WNT |
| ----------------------------- | ----------------------------- | ----------------------------- |
| Num                           | Coureuse                      | Pos                           |
| 11                            | Cédrine Kerbaol (FRA)         | 10e                           |
| 12                            | Laura Asencio (FRA)           | 39e                           |
| 13                            | Nina Berton (LUX)             | 24e                           |
| 14                            | Lana Eberle (GER)             | 98e                           |

| Fenix-Deceuninck FED | Fenix-Deceuninck FED       | Fenix-Deceuninck FED |
| -------------------- | -------------------------- | -------------------- |
| Num                  | Coureuse                   | Pos                  |
| 21                   | Pauliena Rooijakkers (NED) | AB                   |
| 22                   | Carina Schrempf (AUT)      | 46e                  |
| 23                   | Flora Perkins (GBR)        | 28e                  |
| 24                   | Greta Marturano (ITA)      | AB                   |
| 25                   | Petra Stiasny (SUI)        | 34e                  |

| Fenix-Deceuninck Development Team FDD | Fenix-Deceuninck Development Team FDD | Fenix-Deceuninck Development Team FDD |
| ------------------------------------- | ------------------------------------- | ------------------------------------- |
| Num                                   | Coureuse                              | Pos                                   |
| 26                                    | Olha Kulynych (UKR)                   | 17e                                   |

| Human Powered Health HPH | Human Powered Health HPH | Human Powered Health HPH |
| ------------------------ | ------------------------ | ------------------------ |
| Num                      | Coureuse                 | Pos                      |
| 31                       | Julia Biryukova (UKR)    | 29e                      |
| 32                       | Giada Borghesi (ITA)     | 60e                      |
| 33                       | Ruth Edwards (USA)       | 53e                      |
| 34                       | Barbara Malcotti (ITA)   | 25e                      |
| 35                       | Katia Ragusa (ITA)       | 50e                      |
| 36                       | Silvia Zanardi (ITA)     | 92e                      |

| Lidl-Trek LTK | Lidl-Trek LTK                      | Lidl-Trek LTK |
| ------------- | ---------------------------------- | ------------- |
| Num           | Coureuse                           | Pos           |
| 41            | Elisa Longo Borghini (ITA) (route) | 1re           |
| 42            | Felicity Wilson-Haffenden (AUS)    | AB            |
| 43            | Gaia Realini (ITA)                 | 20e           |
| 44            | Brodie Chapman (AUS)               | 12e           |
| 45            | Lizzie Deignan (GBR)               | AB            |
| 46            | Lauretta Hanson (AUS)              | AB            |

| Liv AlUla Jayco LAJ | Liv AlUla Jayco LAJ      | Liv AlUla Jayco LAJ |
| ------------------- | ------------------------ | ------------------- |
| Num                 | Coureuse                 | Pos                 |
| 51                  | Anna Trevisi (ITA)       | AB                  |
| 52                  | Caroline Andersson (SWE) | 37e                 |

| Liv-AlUla-Jayco Women's Continental Team ___ | Liv-AlUla-Jayco Women's Continental Team ___ | Liv-AlUla-Jayco Women's Continental Team ___ |
| -------------------------------------------- | -------------------------------------------- | -------------------------------------------- |
| Num                                          | Coureuse                                     | Pos                                          |
| 53                                           | Matilde Vitillo (ITA)                        | 88e                                          |

| Liv AlUla Jayco LAJ | Liv AlUla Jayco LAJ        | Liv AlUla Jayco LAJ |
| ------------------- | -------------------------- | ------------------- |
| Num                 | Coureuse                   | Pos                 |
| 54                  | Mavi García (ESP)          | 14e                 |
| 55                  | Ingvild Gåskjenn (NOR)     | 15e                 |
| 56                  | Urška Žigart (SLO) (route) | 4e                  |

| Movistar Team MOV | Movistar Team MOV          | Movistar Team MOV |
| ----------------- | -------------------------- | ----------------- |
| Num               | Coureuse                   | Pos               |
| 62                | Sara Martín (ESP)          | 70e               |
| 63                | Mareille Meijering (NED)   | 5e                |
| 64                | Paula Patiño (COL) (route) | 22e               |
| 65                | Claire Steels (GBR)        | 66e               |
| 66                | Cat Ferguson (GBR)         | 86e               |

| Team dsm-firmenich PostNL DFP | Team dsm-firmenich PostNL DFP | Team dsm-firmenich PostNL DFP |
| ----------------------------- | ----------------------------- | ----------------------------- |
| Num                           | Coureuse                      | Pos                           |
| 71                            | Francesca Barale (ITA)        | 41e                           |
| 72                            | Eleonora Ciabocco (ITA)       | 23e                           |
| 73                            | Juliette Labous (FRA) (route) | 3e                            |
| 74                            | Josie Nelson (GBR)            | 64e                           |
| 75                            | Becky Storrie (GBR)           | 102e                          |

| Aromitalia 3T Vaiano VAI | Aromitalia 3T Vaiano VAI     | Aromitalia 3T Vaiano VAI |
| ------------------------ | ---------------------------- | ------------------------ |
| Num                      | Coureuse                     | Pos                      |
| 0                        | Serena Brillante Romeo (ITA) | 62e                      |

| FDJ-Suez FST | FDJ-Suez FST                | FDJ-Suez FST |
| ------------ | --------------------------- | ------------ |
| Num          | Coureuse                    | Pos          |
| 1            | Cecilie Uttrup Ludwig (DEN) | 11e          |
| 2            | Loes Adegeest (NED)         | 16e          |
| 3            | Nina Buysman (NED)          | 31e          |
| 4            | Vittoria Guazzini (ITA)     | 83e          |
| 5            | Marie Le Net (FRA)          | 79e          |
| 6            | Évita Muzic (FRA)           | 2e           |

| Ceratizit-WNT Pro Cycling WNT | Ceratizit-WNT Pro Cycling WNT | Ceratizit-WNT Pro Cycling WNT |
| ----------------------------- | ----------------------------- | ----------------------------- |
| Num                           | Coureuse                      | Pos                           |
| 11                            | Cédrine Kerbaol (FRA)         | 10e                           |
| 12                            | Laura Asencio (FRA)           | 39e                           |
| 13                            | Nina Berton (LUX)             | 24e                           |
| 14                            | Lana Eberle (GER)             | 98e                           |

| Fenix-Deceuninck FED | Fenix-Deceuninck FED       | Fenix-Deceuninck FED |
| -------------------- | -------------------------- | -------------------- |
| Num                  | Coureuse                   | Pos                  |
| 21                   | Pauliena Rooijakkers (NED) | AB                   |
| 22                   | Carina Schrempf (AUT)      | 46e                  |
| 23                   | Flora Perkins (GBR)        | 28e                  |
| 24                   | Greta Marturano (ITA)      | AB                   |
| 25                   | Petra Stiasny (SUI)        | 34e                  |

| Fenix-Deceuninck Development Team FDD | Fenix-Deceuninck Development Team FDD | Fenix-Deceuninck Development Team FDD |
| ------------------------------------- | ------------------------------------- | ------------------------------------- |
| Num                                   | Coureuse                              | Pos                                   |
| 26                                    | Olha Kulynych (UKR)                   | 17e                                   |

| Human Powered Health HPH | Human Powered Health HPH | Human Powered Health HPH |
| ------------------------ | ------------------------ | ------------------------ |
| Num                      | Coureuse                 | Pos                      |
| 31                       | Julia Biryukova (UKR)    | 29e                      |
| 32                       | Giada Borghesi (ITA)     | 60e                      |
| 33                       | Ruth Edwards (USA)       | 53e                      |
| 34                       | Barbara Malcotti (ITA)   | 25e                      |
| 35                       | Katia Ragusa (ITA)       | 50e                      |
| 36                       | Silvia Zanardi (ITA)     | 92e                      |

| Lidl-Trek LTK | Lidl-Trek LTK                      | Lidl-Trek LTK |
| ------------- | ---------------------------------- | ------------- |
| Num           | Coureuse                           | Pos           |
| 41            | Elisa Longo Borghini (ITA) (route) | 1re           |
| 42            | Felicity Wilson-Haffenden (AUS)    | AB            |
| 43            | Gaia Realini (ITA)                 | 20e           |
| 44            | Brodie Chapman (AUS)               | 12e           |
| 45            | Lizzie Deignan (GBR)               | AB            |
| 46            | Lauretta Hanson (AUS)              | AB            |

| Liv AlUla Jayco LAJ | Liv AlUla Jayco LAJ      | Liv AlUla Jayco LAJ |
| ------------------- | ------------------------ | ------------------- |
| Num                 | Coureuse                 | Pos                 |
| 51                  | Anna Trevisi (ITA)       | AB                  |
| 52                  | Caroline Andersson (SWE) | 37e                 |

| Liv-AlUla-Jayco Women's Continental Team ___ | Liv-AlUla-Jayco Women's Continental Team ___ | Liv-AlUla-Jayco Women's Continental Team ___ |
| -------------------------------------------- | -------------------------------------------- | -------------------------------------------- |
| Num                                          | Coureuse                                     | Pos                                          |
| 53                                           | Matilde Vitillo (ITA)                        | 88e                                          |

| Liv AlUla Jayco LAJ | Liv AlUla Jayco LAJ        | Liv AlUla Jayco LAJ |
| ------------------- | -------------------------- | ------------------- |
| Num                 | Coureuse                   | Pos                 |
| 54                  | Mavi García (ESP)          | 14e                 |
| 55                  | Ingvild Gåskjenn (NOR)     | 15e                 |
| 56                  | Urška Žigart (SLO) (route) | 4e                  |

| Movistar Team MOV | Movistar Team MOV          | Movistar Team MOV |
| ----------------- | -------------------------- | ----------------- |
| Num               | Coureuse                   | Pos               |
| 62                | Sara Martín (ESP)          | 70e               |
| 63                | Mareille Meijering (NED)   | 5e                |
| 64                | Paula Patiño (COL) (route) | 22e               |
| 65                | Claire Steels (GBR)        | 66e               |
| 66                | Cat Ferguson (GBR)         | 86e               |

| Team dsm-firmenich PostNL DFP | Team dsm-firmenich PostNL DFP | Team dsm-firmenich PostNL DFP |
| ----------------------------- | ----------------------------- | ----------------------------- |
| Num                           | Coureuse                      | Pos                           |
| 71                            | Francesca Barale (ITA)        | 41e                           |
| 72                            | Eleonora Ciabocco (ITA)       | 23e                           |
| 73                            | Juliette Labous (FRA) (route) | 3e                            |
| 74                            | Josie Nelson (GBR)            | 64e                           |
| 75                            | Becky Storrie (GBR)           | 102e                          |